# Abierto Mexicano Telcel 2011
Abierto Mexicano TELCEL 2011 — професійний тенісний турнір, що проходив на відкритих кортах з ґрунтовим покриттям в Акапулько (Мексика). Це був 18-й за ліком турнір серед чоловіків і 11-й - серед жінок. Належав до Туру ATP 2011 і Туру WTA 2011. Тривав з 21 до 26 лютого 2011 року.

## Учасники

### Сіяні учасники
| Країна    | Гравець              | Рейтинг1 | Сіяний |
| --------- | -------------------- | -------- | ------ |
| Іспанія   | Давид Феррер         | 6        | 1      |
| Іспанія   | Фернандо Вердаско    | 9        | 2      |
| Іспанія   | Ніколас Альмагро     | 13       | 3      |
| Швейцарія | Стен Вавринка        | 15       | 4      |
| Іспанія   | Альберт Монтаньєс    | 25       | 5      |
| Україна   | Олександр Долгополов | 29       | 6      |
| Аргентина | Хуан Монако          | 30       | 7      |
| Аргентина | Хуан Ігнасіо Чела    | 35       | 8      |

- Рейтинг подано станом на 14 лютого 2011.

### Інші учасники
Нижче наведено учасників, які отримали вайлдкард на участь в основній сітці:
- Daniel Garza
- Сантьяго Гонсалес
- Manuel Sánchez

Учасники, що потрапили в основну сітку як особливий виняток:
- Мілош Раоніч[1] (знялись)

Нижче наведено гравців, які пробились в основну сітку через стадію кваліфікації:
- Пауль Капдевіль
- Максімо Гонсалес
- Альберт Рамос-Віньйолас
- Адріан Унгур

Такі тенісисти потрапили в основну сітку як щасливі лузери:
- Фредеріко Жіль (за Налбандяна)
- Орасіо Себальйос (за Робредо)
- Daniel Muñoz-de la Nava (за Раоніча)
- Іван Наварро (за Ріба)

## Учасниці

### Сіяні учасниці
| Країна    | Гравчиня              | Рейтинг1 | Сіяна |
| --------- | --------------------- | -------- | ----- |
| Німеччина | Юлія Гергес           | 34       | 1     |
| Словенія  | Полона Герцог         | 49       | 2     |
| Угорщина  | Грета Арн             | 59       | 3     |
| Аргентина | Хісела Дулко          | 60       | 4     |
| Румунія   | Сімона Халеп          | 61       | 5     |
| Іспанія   | Аранча Парра Сантонха | 63       | 6     |
| Іспанія   | Карла Суарес Наварро  | 65       | 7     |
| Білорусь  | Ольга Говорцова       | 70       | 8     |

- Рейтинг подано станом на 14 лютого 2011.

### Інші учасниці
Нижче наведено учасниць, які отримали вайлдкард на участь в основній сітці:
- Хімена Ермосо
- Кароліна Плішкова
- Крістина Плішкова

Нижче наведено гравчинь, які пробились в основну сітку через стадію кваліфікації:
- Меделіна Гожня
- Сільвія Солер-Еспіноса
- Анна Татішвілі
- Леся Цуренко

## Переможці та фіналісти

### Чоловіки. Одиночний розряд
Давид Феррер —  Ніколас Альмагро, 7–6(4), 6–7(2), 6–2
- Для Феррера це був 2-й титул за сезон і 11-й - за кар'єру. Це була його 2-га перемога на цьому турнірі.

### Одиночний розряд. Жінки
Хісела Дулко —  Аранча Парра Сантонха, 6–3, 7–6(5)
- Для Дулко це був перший титул за сезон і 4-й - за кар'єру.

### Парний розряд. Чоловіки
Віктор Генеску /  Горія Текеу —  Марсело Мело /  Бруно Соарес, 6–1, 6–3

### Парний розряд. Жінки
Марія Коритцева /  Іоана Ралука Олару —  Лурдес Домінгес Ліно /  Аранча Парра Сантонха, 3–6, 6–1, [10–4]